# Renia Spiegel
Renia Spiegel (Uhryńkowce, 18 de junio de 1924 – Przemyśl, 30 de julio de 1942) fue una joven judía polaca, muerta por los nazis. 
Su historia fue conocida gracias a su diario personal, escrito entre los 15 y 18 años, en el que cuenta las vivencias de una adolescente en la ciudad de Przemyśl durante la Segunda Guerra Mundial; en especial, cuenta el deterioro de la situación del pueblo judío tras la invasión de Polonia por la Alemania nazi. Su diario es comparado al de Ana Frank.

## Biografía
Renia nació en 1924 en Uhryńkowce, una pequeña localidad, hoy ubicada en Ucrania, pero parte de Polonia durante la Segunda República. Sus padres eran Bernard Spiegel y Róza Maria Leszczyńska. Creció en la hacienda de la familia, cerca de la antigua frontera con Rumanía, junto a su hermana Ariana, 8 años más pequeña.
Renia y Ariana estaban en el pequeño apartamento de los abuelos en Przemyśl, cuando se firmó el Pacto Molotov-Ribbentrop, en agosto de 1939. A continuación, se inició la invasión nazi, que llevó a la separación de las hermanas de su madre, en Varsovia. Conforme la guerra proseguía, Renia estudió en una escuela en Przemyśl y en 1940 comenzó a relacionarse con Zygmunt Schwarzer, hijo de un prominente médico judío.
Renia comenzó un diario a los 15 años, en el que contaba sobre su día a día, sus sueños y desasosiegos con la inminencia de la guerra. Cuando se creó el gueto de Przemyśl en julio de 1942, Renia y otros 24.000 judíos fueron obligados a trasladarse al campo de concentración. Cerca de dos semanas después, Zygmunt secretamente se llevó a Renia del gueto y la escondió, junto a sus padres, en el sótano de la casa de la familia, para impedir la deportación de la familia a un campo de exterminio. Un desconocido informó a la policía nazi sobre el escondite. La policía intervino y registró la casa. Renia fue nuevamente detenida.
En 7 de junio de 1942, Renia escribió:

Para onde olho, há derramamento de sangue. Que perseguição terrível. Há matança, assassinatos. Deus Todo-Poderoso, pela enésima vez que eu me humilho na sua frente, ajude-nos, salve-nos! Senhor Deus, vamos viver, eu te imploro, eu quero viver! Eu vivi tão pouco da vida. Não quero morrer. Tenho medo da morte. É tudo tão brutal, mesquinho, sem importância, tão pequeno. Hoje estou preocupada em ser feia; amanhã eu posso parar de pensar para sempre.

## Muerte
Renia fue llevada a una calle, cerca de la vivienda de los padres de Zygmunt. Reina escuchó 3 disparos (los nazis habían matado a sus padres y a Zygmunt). La siguiente persona en morir fue ella pues, fue ejecutada a tiros el 30 de julio de 1942. Los padres y la hermana de Renia sobrevivieron a la guerra y emigraron a los Estados Unidos.

## El diario
Renia comenzó a escribir un diario el 31 de enero de 1939, cuando tenía 15 años de edad. El diario, de casi 700 páginas, fue mantenido en secreto y fue elaborado con varias páginas de cuadernos escolares cosidos. En sus escritos, Renia habla de su día a día en la escuela, de la vida en familia, del dolor de quedar separada de la madre, de su amor por Zygmunt Schwarzer o el miedo creciente a la guerra, incluso teme a cambiarse de gueto.
Además de sus escritos y pensamientos, el diario también contiene dibujos y poemas hechos por Renia. Su último registro dice:

Mi querido diario, mi buen y amado amigo! Pasamos por momentos terribles juntos y ahora el peor momento está sobre nosotros. Yo podría sentir miedo ahora. Pero Él nos nos dejó, y nos ayudará hoy. Él va a salvarnos. Escucha, oh Israel, sálvanos, ayúdanos. Tú me mantuviste a salvo de balas y bombas, de granadas. ¡Ayúdame a sobrevivir! Y usted, mi querida madre, rece hoy por nosotros, rece mucho. Piense en nosotros y que sus pensamientos sean bienaventurados.

En julio de 1942, Zygmunt descubrió el diario y anotó una última entrada sobre el escondite de Renia y su ejecución.

Tres tiros! Tres vidas perdidas. Todo lo que consigo oír son tiros y tiros.

Zygmunt llevó el diario consigo cuando emigró a los Estados Unidos tras la guerra y se lo entregó a la madre de Renia entre las décadas de 1950 y 1960. La hermana de Renia, Ariana, se quedó con el diario en 1969. A pesar de haber mantenido posesión del diario por todo ese tiempo, nadie fuera de la familia leyó el diario hasta 2012. Algunos periodistas comenzaron a comparar el diario de Renia con el Diario de Ana Frank, con la diferencia de que Renia era algo mayor, tenía otros pensamientos y formas de expresarse, aunque ambas vivieran escondidas.

## Legado
En 2012, la hija de Ariana, Alexandra Renata Bellak, entregó el diario a dos traductores norteamericanos. Fue publicado en Polonia en 2016, de manera íntegra, e inspiró una pieza de teatro. Partes del diario fueron publicados en inglés por la web de la revista Smithsonian en 2018. En Estados Unidos, el libro de 90.000 palabras fue publicado por la editorial Penguin Books el 19 de septiembre de 2019.
El diario también fue tema de un documental de Tomasz Magierski, llamado Broken Dreams, estrenado en Nueva York como parte del memorial del Holocausto.